# Coda-Magnituden-Skala
Die Coda-Magnituden-Skala oder Abklingmagnitude (Md, von englisch duration magnitude) ist eine Methode zur Messung von Erdbeben-Magnituden anhand von Oberflächenwellen. Sie basiert auf der Messung der Zeitdauer, in der sich nach Eintreffen der Oberflächenwelle das Signal auf dem Seismogramm im Hintergrundrauschen verliert (Wellencoda). Die Methode wurde 1958 von Ede Bisztricsany entwickelt. Sie ist nicht abhängig von dem oft begrenzten Dynamikumfang der meisten Seismometer und bietet eine schnelle und einfache Methode für die Messung vor allem lokaler, starker Erdstöße. Die Berechnung ist dabei abhängig von Konstanten, die von den lokalen Gegebenheiten abhängen.
So ist {\displaystyle M_{\mathrm {d} }} eine Kennzahl mit der Einheit Eins, die Bisztricsany für die Messung oberflächennaher Erdbeben mittels Wiechert-Seismographen in der Messstation in Budapest durch den Ausdruck
{\displaystyle M_{\mathrm {d} }=2{,}12\cdot \log _{10}\left(F-eL\right)+0{,}0065\cdot \Delta +2{,}66}
definierte, während für tiefe Erdbeben die Beziehung
{\displaystyle M_{\mathrm {d} }=1{,}58\cdot \log _{10}\left(F-eL\right)+0{,}002\cdot \Delta +0{,}0007\cdot h+4{,}02}
gilt.
{\displaystyle F} und {\displaystyle eL} sind das Ende und der Anfang der aufgezeichneten Oberflächenwellen in Minuten, und {\displaystyle \Delta } die Entfernung der Messung vom Epizentrum in Grad. Die Magnitude {\displaystyle M_{\mathrm {d} }} ist dann gleichwertig der konventionellen Magnitude, die in der Station von Prag gemessen wurde. Bei kleinen Werten von {\displaystyle \Delta } kann der betreffende Abschnitt der Gleichung vernachlässigt werden, so dass bei Erdbeben nahe am Ort der Messung keine Bestimmung der Entfernung zum Epizentrum durchgeführt werden muss.
Allgemein kann die Formel zur Ableitung der Coda-Magnitude wie folgt geschrieben werden:
{\displaystyle M_{\mathrm {d} }=a+b\cdot \log _{10}\left(F-eL\right)-c\cdot \Delta }
wobei über die oben beschriebenen Variablen hinaus {\displaystyle a}, {\displaystyle b} und {\displaystyle c} empirische Konstanten sind.

## Anwendung
Die Methode wurde von Seismologen rasch aufgegriffen und gleichartige Bestimmungen der Coda-Magnitude sind für viele Stationen auf allen Kontinenten entwickelt worden. Ein Beispiel für die Akzeptanz der Methode ist etwa die Bestimmung der Coda-Magnitude auf der Kii-Halbinsel in Zentraljapan durch K. Tsumura im Jahr 1967. Er stellte die für dieses Gebiet gültige Gleichung
{\displaystyle M_{\mathrm {d} }=2{,}85\cdot \log _{10}\left(F-P\right)+0{,}0014\cdot \Delta -2{,}53}
auf. {\displaystyle F} und {\displaystyle P} sind das Ende und der Anfang der aufgezeichneten Oberflächenwellen in Minuten, und {\displaystyle \Delta } ist wieder die Entfernung der Messung vom Epizentrum in Grad.
Ein Beispiel aus der jüngsten Vergangenheit ist etwa die Bestimmung der Coda-Magnitude für die Stationen von Ulaanbaatar und Chowd (Altaigebirge) in der Mongolei. Für die Station von Ulan Bator ergab sich mit den gleichen Abkürzungen wie vorstehend
{\displaystyle M_{\mathrm {d} }=-2{,}1478+2{,}2797\cdot \log _{10}\left(F-P\right)+0{,}0004\cdot \Delta }
und für Hovd wurde
{\displaystyle M_{\mathrm {d} }=-2{,}1764+1{,}9969\cdot \log _{10}\left(F-P\right)+0{,}001\cdot \Delta }
bestimmt.